# Свети Никола (Кошино)
Вижте пояснителната страница за други значения на Свети Никола.
„Свети Никола“ (на македонска литературна норма: „Свети Никола“) е православна възрожденска църква в прилепското село Кошино, Северна Македония. Църквата е под управлението на Преспанско-Пелагонийската епархия на Македонската православна църква.
Църквата е гробищен храм, разположен в Долната махала на Кошино. Изградена е в XVII и обновена в XIX век. В архитектурно отношение е малка, еднокорабна каменна сграда с полукръгъл свод и петостранна апсида на изток. Първоначално е била покрита с каменни плочи. Стените са изписани.